# Target Unknown
Target Unknown (br.: Mártires da Traição) é um filme estadunidense de 1951 do gênero Guerra dirigido por George Sherman. Roteiro de Harold Medford.

## Elenco Principal
- Mark Stevens...Capt. Jerome "Steve" Stevens
- Alex Nicol ...  Sgt. Al Mitchell
- Robert Douglas...Coronel von Broeck
- Don Taylor...Tenente Frank Webster
- Gig Young...Capt. Reiner
- Joyce Holden...Enfermeira alemã
- Suzanne Dalbert...Theresa

## Sinopse
Em 1944, pilotos aliados sediados na Inglaterra desconfiam de traidores quando começam a ser surpreendidos com ataques dos aviões nazistas que parecem conhecer com antecedência os alvos de suas missões sobre a França ocupada. Às vésperas de uma licença de 48 horas, a tripulação do capitão Stevens é enviada para uma missão de bombardeio. Eles atingem o alvo mas são atacados pelos caças inimigos que atiram no avião, danificando-o e obrigando os homens a saltarem de paraquedas no território francês ocupado. Quando chegam ao chão são feitos prisioneiros dos nazistas, que os levam para uma prisão comandada pelo esperto Coronel von Broeck. Este usa de vários truques para fazer com que os prisioneiros deixem escapar informações e descobre que os aliados estão preparando uma grande operação para as próximas 48 horas.